# Gare d'Yzeures-sur-Creuse
La gare d'Yzeures-sur-Creuse est une gare ferroviaire française, fermée et désaffectée, de la ligne de Châtellerault à Launay, située sur le territoire de la commune d'Yzeures-sur-Creuse, dans le département d'Indre-et-Loire, en région Centre-Val de Loire.

## Situation ferroviaire
La gare d'Yzeures-sur-Creuse était située sur la ligne de Châtellerault à Launay, entre les gares de La Roche-Posay et de Tournon-Saint-Martin (située après la bifurcation de Launay sur la ligne de Port-de-Piles à Argenton-sur-Creuse).

## Patrimoine ferroviaire
L'ancien bâtiment voyageurs est toujours présent, réaffecté en domicile privé, 